# Dix pièces pittoresques

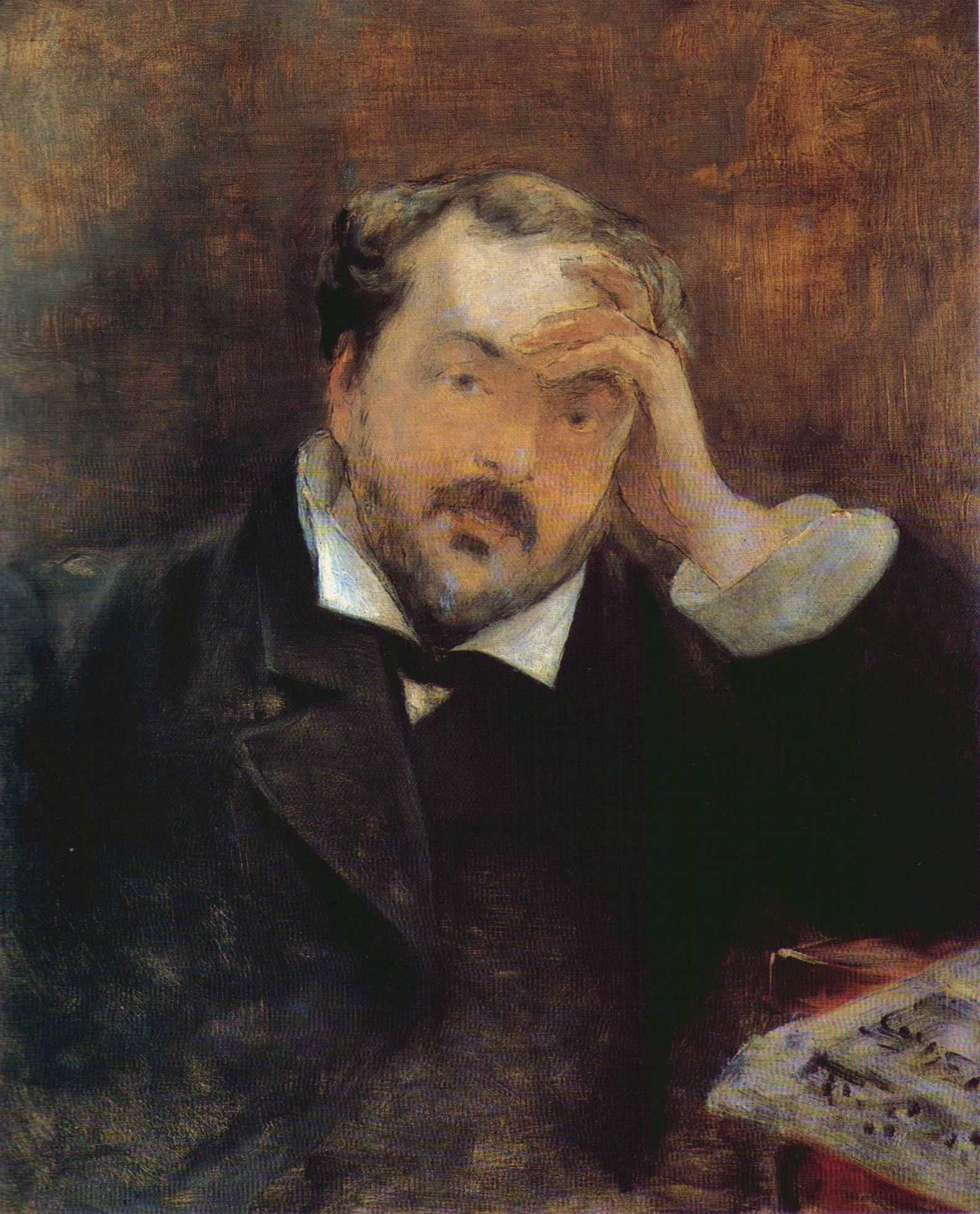
Portrait d'Emmanuel Chabrier par Edouard Manet

Les Dix pièces pittoresques est un recueil de pièces pour clavier d'Emmanuel Chabrier composé en 1881. Elles sont créées le 9 avril 1881 par Marie Poitevin à la Société nationale de musique à Paris. Elles firent l'admiration de Claude Debussy et de César Franck qui déclara:«nous venons d'entendre quelque chose d'extraordinaire qui relie notre temps à celui de François Couperin et de Jean-Philippe Rameau».
Quatre de ces pièces seront arrangées pour orchestre par le compositeur, sous le titre de Suite pastorale.

## Structure
1. Paysage
2. Mélancolie
3. Tourbillon
4. Sous-bois
5. Mauresque
6. Idylle
7. Danse villageoise
8. Improvisation
9. Menuet pompeux
10. Scherzo-valse

## Source
- François-René Tranchefort, guide de la musique de piano et clavecin, éd. Fayard 1987 p. 202  (ISBN 2-213-01639-9)